# Asadoullah Khan II
Shahzada Assadu'llah Khan II (Multan, Inde, 1687 - Dil Aram, Afghanistan, 1720) fut un prince afghan de la dynastie des Durrani.
Asadoullah Khan est né à Multan, dans l'Empire moghol (actuel Pakistan), avant le 6 novembre 1687. Il était le fils aîné d'Abdoullah Khan, le dernier Sultan de Safa, et de son épouse, une fille de Sardar Daulat Khan. Né durant l'exil de son père en Inde, il retourna en Afghanistan lors du retour de ce dernier, en 1695. Abdoullah Khan régna jusqu'en 1721 et son règne fut le plus brillant de sa dynastie. Mais il ne fit pas cela tout seul, car ce fut son fils et héritier Asadoullah Khan, qui conquit la plus grande partie des domaines du sultan. Ainsi, c'est lui qui conquit Hérat aux Perses, le 16 octobre 1712.
Toutefois, une révolte Ghizlai éclata et Asadoullah fut tué par eux dans une bataille, à Dil Aram, avant le 3 octobre 1720.